# Lengau (Gemeinde Schönbach)
Lengau ist ein Weiler in der Marktgemeinde Schönbach im Bezirk Zwettl in Niederösterreich.

## Geografie
Die westlich von Schönbach gelegene Ortschaft ist über die Landesstraße L 7199 erreichbar, wo es eine Abzweigung in dem Ort gibt. Vom Ort gelangt man auch nach Münzenberg und weiter nach Perwolfs. Der Weiler befindet sich rechtsseitig über dem Kleinen Kamp. Südlich von Lengau liegt der Hirtberg (805 m). Am 1. April 2020 umfasste die Ortschaft 4 Adressen.

## Geschichte
Der Ort bestand 1751 aus 3 Häusern.
Der Franziszeische Kataster aus dem Jahr 1823 zeigt die damals unbenannte, in der Flur Lengau liegende Lage mit drei Gehöften.
Nach dem Umbruch 1848 und der Bildung der Ortsgemeinden kam der Ort 1849 zur Gemeinde Schönbach.
Laut Adressbuch von Österreich waren im Jahr 1938 in Lengau mehrere Landwirte ansässig.